# Пуйо Іван Федірович
Іван Федорович Пуйо (нар. 18 червня 1919, с. Пилипець, Міжгірський район, Закарпатська область — пом. 21 січня 2010, Нью-Йорк) — меценат, брокер, культурний діяч.

## Життєпис
Народився 1919 році багатодітній сім'ї селянина, окрім нього було ще 7 дітей. Закінчив початкову сільську школу, а 1936 вступає до Торговельної Академії у Мукачеві. Провчився там лише два роки. Вчитися далі довелося у Сваляві та Братиславі.
По закінченні середньої освіти під тиском німецької служби праці виїхав до Протекторату Чехії та Моравії, а згодом - до Берліна. Працював у Берліні аж до приходу червоних «визволителів» 1945 р.
Після війни він опиняється в американській зоні окупації Німеччини. 1946 р. вступає до Високої Торговельної Школи в Мангаймі. По закінченні школи як «переміщена особа» припливає 1951 р. до Нью-Йорку. В Америці знову починає вчитися. Скінчивши ряд курсів, І. Пуйо дістає працю в забезпечневій страховій компанії. Згодом переходить на працю до біржового брокера на Волл Стріт. Був скарбником Карпатського Союзу у Нью-Йорці. Тут працює до виходу на пенсію.

## Меценатство
Мавши 18 років, п. Пуйо відшукав на піддашші своєї сусідки у рідному селі, Насті Смерічки, кужіль (куделю) для прядіння. З розповіді Насті виглядало, що ця, зроблена з яворового дерева, кужеля, мала коло 200 років, довгі роки не була в ужитку. Свою знахідку Пуйо одвіз до Мукачева та подарував музеєві. Невідомо, чи кужеля там збереглася можливо була знищена під час війни. 
Глибоко зацікавлений в українському мистецтві й етнографії, п. Пуйо вирішив підтримувати Український Музей у Нью-Йорќу і в 1990 році пожертвував 25 тисяч доларів на його будівельний фонд. З того часу Іван Пуйо періодично приїжджав на свої рідні землі, де, за допомогою родичів та знайомих, збирав зразки українського мистецтва Закарпаття, світлини, народний одяг та вишивку, та передавав Музею. До прикладу під час чергових відвідин рідної землі Пуйо зібрав невелику колекцію — 12 мистецьких образів закарпатських художників та одну різьбу — „Сопілкар". Серед малярів цих картин є широковідомі майстри пензля Йосип Бокшай старший і молодший. Крім цього в колекції є твори художників Василя Борі, Каштая, М. Барабаша, В. Демилюка, Йордана і Кравця. Тематично це в більшості краєвиди. Ця колекція стала власністю Наукового Товариства ім. Т. Шевченка, образи якої красуються на стінах дому НТШ в Нью Йорку. Раніше він передав частину своєї бібліотеки, серед якої були рідкісні книжки та стародруки. Передав також кілька ікон невідомих авторів з колишніх країн Югославії. Подаровані картини для Наукового Товариства ім. Т. Шевченка, що висять з позначкою його імені, завжди будуть нагадувати добре ім'я їх донатора.
Іван Федірович не лишався осторонь діяльності «Просвіти», будучи постійним донатором та помічником.
З 23 січня 1981 року був членом Українського Інституту Америки. 
У серпні 1999 р., коштом п. Івана Пуйо, видано перший каталог про українські закордонні громадські, культурно-освітянські, наукові, релігійні, жіночі, молодіжні, бізнесові, спортові та ін. інституції, інформацію про видатних діячів українського зарубіжжя «Зарубіжне українство 99», який було презентовано делегатам ІІ Всесвітнього форуму українців. 
Іван Пуйо профінансував видання «Практичного словника синонімів української мови» Святослава Караванського. 
Ось як він пише про це у листі до Святослава Караванського:
«Все, що український народ витворив бігом віків свойого існування, є Духовим Капіталом українського народу».
І ось що Святослав Караванський пише про Івана Пуйо:
«Нашим життям керує не тільки фінансовий капітал, має вплив на нас ще й інший капітал - Духовий. І в самому центрі капіталу фінансового - на Волл-стріт - Іван Пуйо не забуває цього другого - чи не важливішого для нас - духового капіталу.»